# Portal Wilno-Lublin

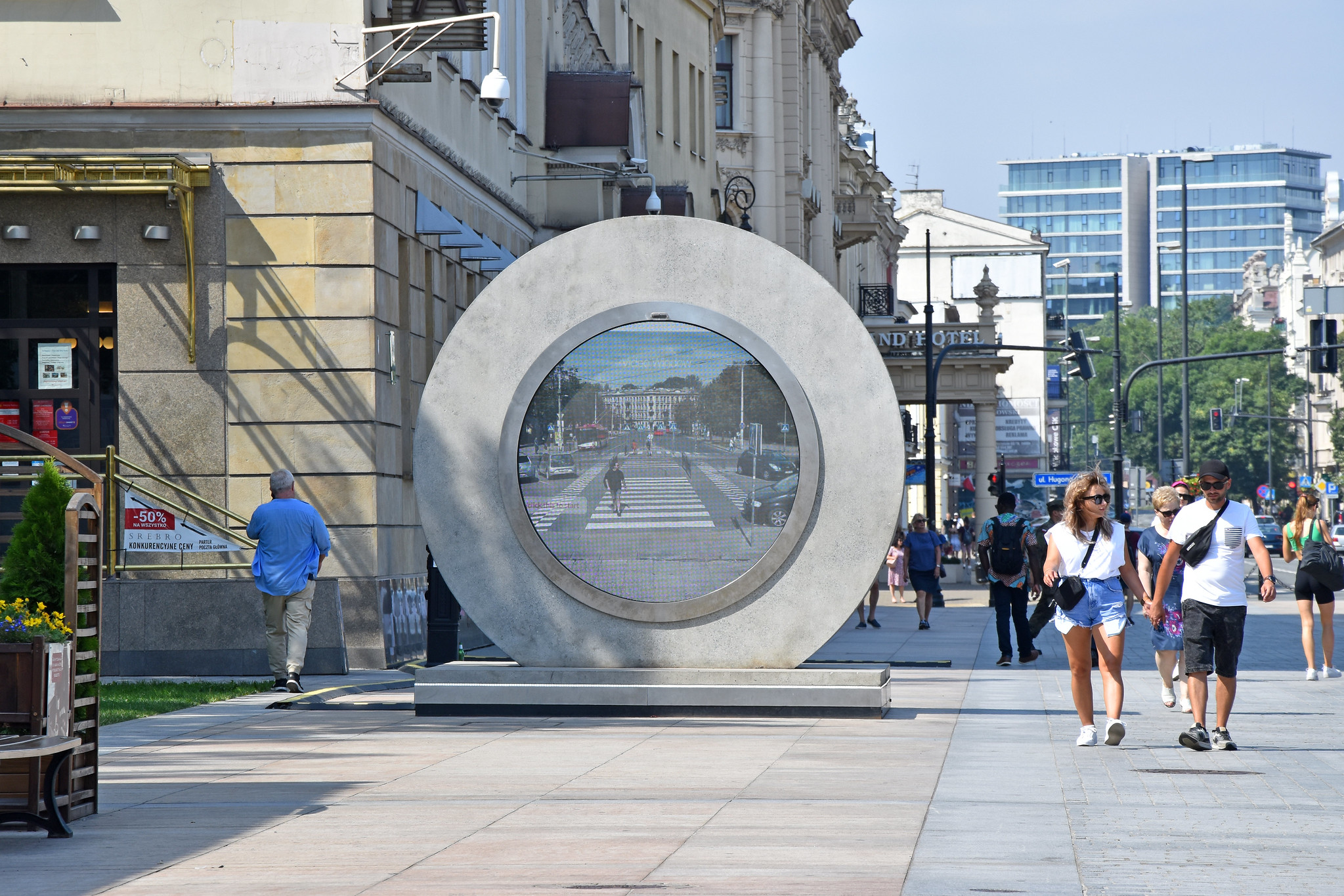
Portal w Lublinie z wyświetlanym widokiem na Wilno

Portal Wilno-Lublin – publiczna atrakcja, okrągły obiekt z wbudowanym ekranem i kamerą, pozwalająca na transmitowanie dwustronnej wideokonferencji pomiędzy Wilnem na Litwie a Lublinem w Polsce.
Litewski inwestor Benediktas Gylys stworzył koncepcję futurystycznego portalu mającego za zadanie poprawić kontakty międzykulturowe, a także przyczynić się do wzrostu empatii ludzi w różnych częściach świata. Projekt ten stał się przedsięwzięciem Fundacji Benediktas Gylys, Miast Wilna i Lublina oraz Centrum Międzykulturowych Inicjatyw Twórczych, a został zrealizowany przy współpracy z inżynierami z Centrum Kreatywności i Innowacji na Uniwersytecie Technicznym Giedymina w Wilnie. Koncepcja portalu opracowywana i rozwijana była do swej ostatecznej formy przez pięć lat. Każdy z portali w swej finalnej postaci osiągnął wagę 11 ton. Koszt projektu wyniósł 111 000 euro. Projekt ten wygrał konkurs na rozwój turystyki w Wilnie, stolicy Litwy.
Pod koniec maja 2021 roku, w czasach pandemii COVID-19, projekt został po raz pierwszy uruchomiony i zaprezentowany publicznie na terenie miasta Wilna i Lublina, łącząc tym samym technologią bezdźwiękowej wideokonferencji mieszkańców obu miast. Portale są dostępne nieodpłatnie, stając się tym samym atrakcją turystyczną, omawianą szeroko w mediach, nie tylko polskich i litewskich, ale i światowych. Oprócz swej atrakcyjności turystycznej dostrzeżone zostały również walory artystyczne instalacji, określając tym samym portal sztuką użytkową. Dostrzeżono w nim również powiązania z twórczością science-fiction, np. filmu Stargate, czy też nazywano „pierwszymi drzwiami wirtualnymi” lub też oknem łączącymi dwa odległe od siebie miasta.
Portale na terenie Wilna i Lublina miały być dostępne do 6 sierpnia 2021 roku. W późniejszym okresie planowano przeniesienie ich na teren Londynu i Reykjaviku. Jednak jeszcze w 2023 portale stały w pierwotnych miejscach.